# San Domenico e gli albigesi
San Domenico e gli albigesi è un dipinto del pittore spagnolo Pedro Berruguete realizzato circa nel 1493-1499 e conservato al Museo del Prado a Madrid in Spagna.

## Storia
Fu realizzato dopo un soggiorno del pittore in Italia e andò al Monastero reale di San Tommaso, al Museo della Trinità per poi finire al Museo del Prado. Faceva parte di una serie di quattro tavoli che furono smarriti.

## Descrizione
Il dipinto descrive un episodio della lotta della Chiesa cattolica contro gli eretici albigesi, noto anche come catari. San Domenico di Guzmán fondatore dell'Ordine dei frati predicatori o Domenicani è nel mezzo di un processo di distruzione dei libri di quella setta in vista dei membri di quella comunità. Uno di quei libri galleggia miracolosamente in aria, cercando di dimostrare che è di origine cattolica e quindi sopravvive alla distruzione.
La persecuzione includeva il bruciare documenti della setta e bruciare eretici condannati a morire sul rogo. Attraverso l'Inquisizione, promossa dai monarchi cattolici in Spagna durante il suo regno, la Chiesa cercò di agire contro l'eresia prendendo modelli dei secoli precedenti, come questo evento del XIII secolo.Sconcertante! come sia possibile distorcere un episodio:
Pedro Berruguete, 'San Domenico brucia i libri degli Albigesi”, 1493-1499. Madrid, Museo del Prado / WikiCommons
San Domenico viene presentato come l' "inquisitore" che brucia... quando l'episodio narra di Miracolo del Vangelo rigettato dal fuoco a fronte delle tesi degli eretici.
L’evento prodigioso accadde durante la missione per convertire gli Albigesi (gli eretici catari della Linguadoca) intorno al 1216. L'autorità locale, non sapendo come dirimere la disputa tra Domenico e gli eretici, chiese ai contendenti di gettare i propri libri nel fuoco, con la convinzione che il libro detentore della verità sarebbe stato risparmiato. Un braciere fu posto al centro della sala. Gli eretici assistettero increduli al miracolo del libro di San Domenico che veniva risparmiato dalle fiamme. Quindi provano a buttarlo nel fuoco una seconda e una terza volta, ma inutilmente, dimostrando così chiaramente sia la verità della fede in esso contenuta, sia la santità del suo autore.